# Pises-Observatorium

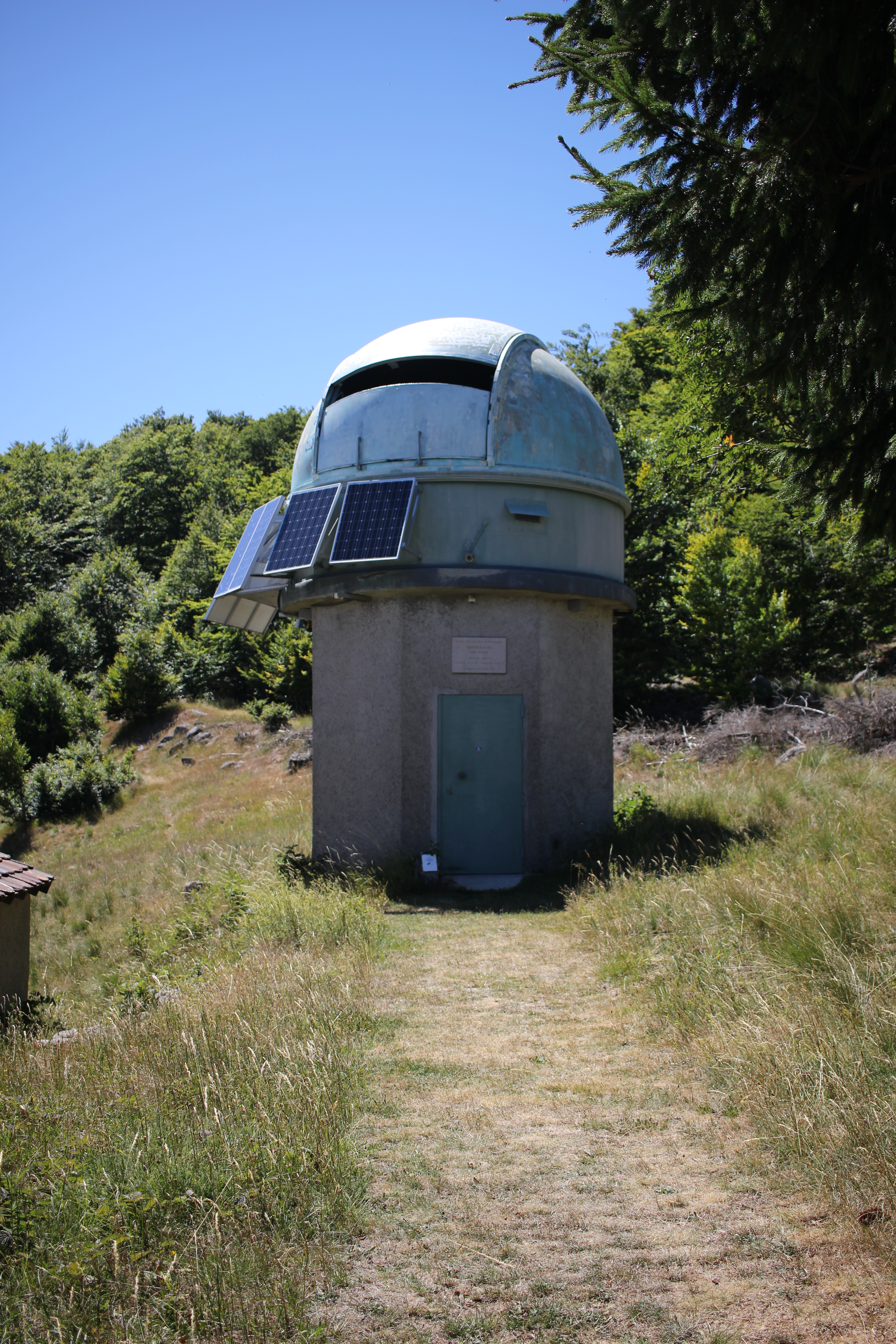
Das Pises-Observatorium im Jahr 2017

Das Pises-Observatorium (Observatoire des Pises) ist ein astronomisches Observatorium in Frankreich.
Es wurde für die Astronomische Gesellschaft von Montpellier (Société Astronomique de Montpellier) im Nationalpark Cevennen auf einer Höhe von 1302 Metern erbaut. Der Bau des Observatoriums begann im Herbst 1985 und endete 1987 mit dem Abschluss der Montage der Kuppel. Das Observatorium ist bei der IAU unter der Nummer 122 registriert. Zwischen 1997 und 2009 wurden dort insgesamt 39 Asteroiden entdeckt.
Der Asteroid (18623) Pises wurde nach dem Ort seiner Entdeckung benannt.

## Instrumente
- ein Fernrohr mit einem Spiegeldurchmesser von 80 mm
- ein Newton-Teleskop mit einem Spiegeldurchmesser von 210 mm
- ein T400-Cassegrain-Teleskop
- ein T500-Newton-Teleskop

Die beiden letztgenannten sind unter einer Kuppel installiert.